# Zele pereron
Zele pereron är en stekelart som beskrevs av Papp 1997. Zele pereron ingår i släktet Zele och familjen bracksteklar. Inga underarter finns listade i Catalogue of Life.